# Budenberg-Mausoleum

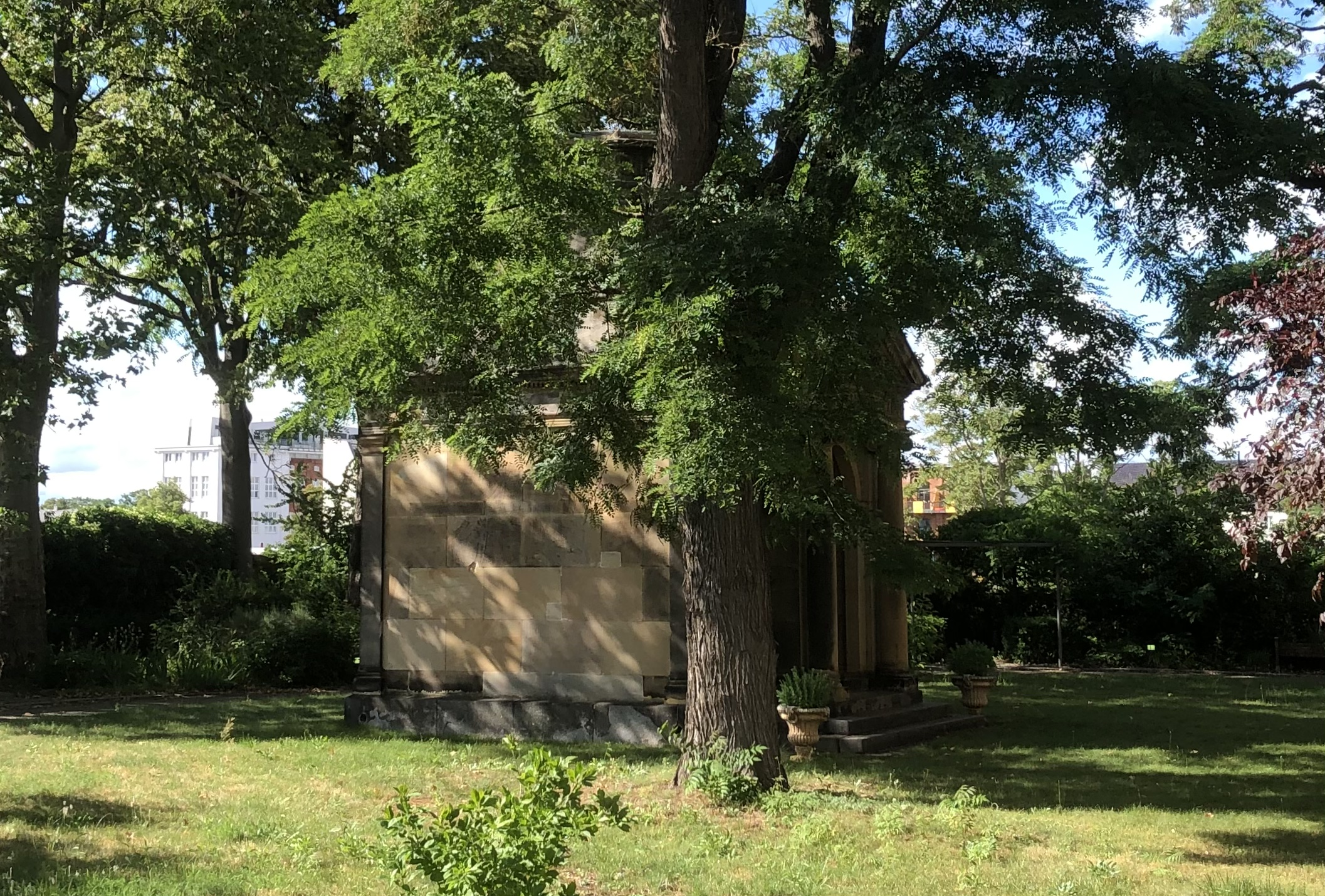
Budenberg-Mausoleum, Blick von Süden, 2021

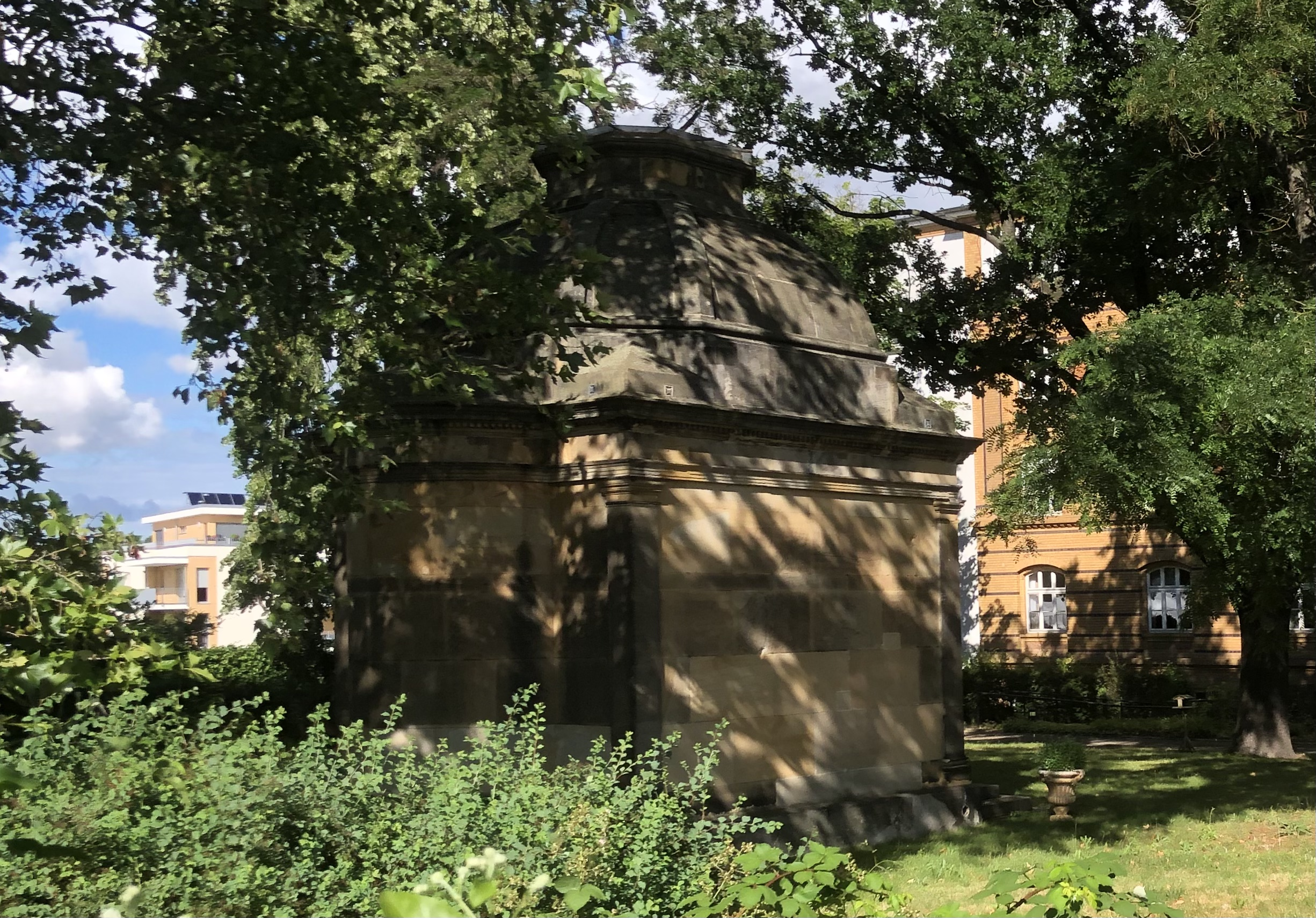
Seitenansicht

Das Budenberg-Mausoleum ist ein denkmalgeschütztes Mausoleum in Magdeburg in Sachsen-Anhalt.

## Lage
Es befindet sich im Magdeburger Stadtteil Buckau im Garten des ehemaligen Budenbergschen Altenstifts in der Budenbergstraße, westlich des Altenheims. Etwas weiter südlich stehen die gleichfalls denkmalgeschützten Portalgewände.

## Architektur und Geschichte
Das Mausoleum wurde im Jahr 1884 für den 1883 verstorbenen Unternehmer Christian Friedrich Budenberg und seine 1884 verstorbene Ehefrau Caroline Budenberg errichtet. Der Entwurf stammte von Christian Andreas Schmidt. Der Werkstein-Bau auf quadratischem Grundriss hat toskanische Eckpilaster und wird von einer oktogonalen gemauerten Kuppel überspannt, deren Gestaltung im Stil der Neorenaissance Formen der italienischen Hochrenaissance zitiert. Das Portal mit seiner schmiedeeisernen Eingangstür wird von zwei ionischen Säulen flankiert und von einem Dreiecksgiebel bekrönt. Unterhalb des Giebels befindet sich die auf die Bestatteten verweisende Inschrift C.F.B. RUHESTAETTE C.A.B.
Im Inneren des Mausoleums steht innerhalb einer kleinen halbrunden Apsis eine lebensgroße trauernde Figur im Stil der Antike. Sie wird von Büsten gerahmt, die die Verstorbenen darstellen. Hinter der Trauernden führt eine Treppe hinab in die Grabkammer.
In der Liste der Kulturdenkmale in Buckau ist das Mausoleum unter der Erfassungsnummer 094 06253 als Baudenkmal verzeichnet. Das Mausoleum gilt als bedeutsames Beispiel der Sepulkralkultur des Historismus und Zeugnis der Magdeburger Industriegeschichte.
Im Jahr 2017 wurde auf Initiative von Familienmitgliedern eine Sanierung des Mausoleums für etwa 14.000 € geplant.